# Joe Devera
Joseph "Joe" Devera (Southgate, Londres, Inglaterra, 6 de febrero de 1987) es un exfutbolista británico, de ascendencia venezolana, que jugaba como defensa. Jugó la mayor parte de su carrera entre el Barnet FC.
Posee la nacionalidad venezolana debido a que su padre es venezolano.

## Trayectoria
Devera es un producto de la cantera del Barnet, si bien dio sus primeros pasos futbolísticos en el Welwyn Garden City.
Pasó a formar parte íntegra del primer equipo del Barnet en la temporada 2006-07, tras haber jugado durante el primer semestre de 2006 cinco partidos para el Northwood en condición de cedido. Desde entonces, se convirtió en la primera opción del Barnet para la posición de lateral derecho.
En 2008, fue nombrado el jugador del año del club.
El 8 de mayo de 2011, fue anunciado como el mejor jugador del equipo y el que más ha mejorado de la campaña 2010/2011.
El 13 de junio de 2011, Devera firmó por el Swindon Town que se encontraba en la League Two.

## Clubes
| Club                        | País       | Año         |
| --------------------------- | ---------- | ----------- |
| Barnet                      | Inglaterra | 2005–2011   |
| Welwyn Garden City (cedido) | Inglaterra | 2005        |
| Northwood (cedido)          | Inglaterra | 2006        |
| Swindon Town                | Inglaterra | 2011–2013   |
| Portsmouth                  | Inglaterra | 2013 – 2015 |
| Boreham Wood F.C.           | Inglaterra | 2015 – 2017 |

## Palmarés
- League Two: Campeones 2011–12